# Triumph Thruxton 1200
Die Triumph Thruxton ist ein unverkleidetes Motorrad des englischen Motorradherstellers Triumph Motorcycles in Café-Racer-Retromanier. Die Thruxton wurde nach vierjähriger Entwicklungszeit am 28. Oktober 2015 präsentiert. Das Motorrad wird in Chonburi in Thailand hergestellt. Als epigonale Reminiszenz an die Rocker- und Café-Racer-Subkultur der 1960er-Jahre sowie die historische Thruxton T120R ist sie nach der gleichnamigen Rennstrecke in der Nähe der südenglischen Ortschaft Thruxton [ˈθrŭkstɔn] benannt.
2020 wurde das Modell Thruxton RS mit einer Nennleistung von 77 kW (105 PS) bei 7550 min−1 und einem maximalen Drehmoment von weiterhin 112 Nm, jedoch bereits bei 4250 min−1, eingeführt.
Im Modelljahr 2024 wird neben der Thruxton RS ein Sondermodell namens Thruxton FE (für „Final Edition“) zum Modellabschied angeboten.

## Konzeption
Grundlage für die Thruxton und die Thruxton R bilden die parallel angebotene Bonneville T120 und die Vorgängerin Thruxton 900. Sie nimmt einige Designelemente der Ur-Bonneville von 1959 auf und verbindet sie mit den technischen Möglichkeiten von 2015. Mit verschiedenen „inspiration kits“ können bis zu 600 Zubehörteile zur Individualisierung des Motorrades von Triumph bestellt werden.

## Konstruktion

### Antrieb
Angetrieben werden die Thruxton und die Thruxton R von einem 1200 cm³ großen, flüssigkeitsgekühlten, quer eingebauten Reihenzweizylinder mit acht Ventilen. Der Motor hat einen Hubzapfenversatz von 270 Grad. Das Gemisch bildet eine als Amal-Vergaser getarnte elektronische Einspritzanlage. Zum ersten Mal wird im Classic-Segment ein Ride-by-Wire-System mit Anti-Hopping-Kupplung, Traktionskontrolle, verschiedenen Fahrmodi und Sechsganggetriebe angeboten.

### Rahmen und Fahrwerk
Der Doppelschleifenrohrrahmen besteht aus einem Stahlrohr. Das 17″-Vorderrad wird von einer Doppelbremsscheibenanlage mit ABS verzögert.
Die R-Version weist einen eigenen Rahmen (Nachlauf 92 statt Standard 90,8 mm) auf und hat eine voll einstellbare Upside-Down-Gabel von Showa mit 120 mm Federweg, Öhlins-Hinterradaufhängung mit 120 mm Federweg und radial montierte Brembo 4-Kolben-Monoblock-Bremssättel und -Bremshauptzylinder.
Erhältlich ist die Thruxton in den Farben Jet Black, Pure White und Competition Green. Die Thruxton R wird in den Farben Silver Ice, Diablo Red und Matt Black ausgeliefert.